# 沈岩
沈岩（1951年10月19日—），男，北京人，中国医学分子遗传学家，中国科学院院士。现任中国医学科学院基础医学研究所研究员，国家人类基因组北方研究中心常务副主任。

## 生平
1984年毕业于北京市职工（业余）大学，1989年获中国协和医科大学生物化学硕士学位。2003年当选为中国科学院院士。2011年5月30日，中国科协第八次全国代表大会上，出任中国科协副主席。
2018年2月24日，当选为第十三届全国人大代表。